# Grône
Ne doit pas être confondu avec Grosne ou Deux-Grosnes.
Grône est une commune suisse du canton du Valais, située dans le district de Sierre. Elle est composée du village de Grône et de cinq hameaux : Daillet, Loye, Erdesson, Pramagnon et Itravers.

## Géographie
La commune se trouve à 540 m d'altitude, à l'extrémité de la vallée du Rhône, sur la rive gauche du fleuve. Elle se situe à 8 km à l'est de Sion et à 7 km au sud-ouest de Sierre.
Le territoire de Grône s'étend sur 21,14 km2. Lors du relevé de 2013-2018, les surfaces d'habitations et d'infrastructures représentaient 8,5 % de sa superficie, les surfaces agricoles 19,1 %, les surfaces boisées 65,7 % et les surfaces improductives 6,5 %.

Sur le territoire de la commune se trouve le marais de Poutafontana, protégée depuis 1948. Cette réserve naturelle de 32 hectares est la plus grande zone humide du canton et abrite un observatoire installé sur la digue du Rhône.

Le village de Grône en mai 2023.

## Toponymie
L’origine du nom de la commune est incertaine. Il pourrait désigner une rivière, avec le suffixe hydronymique celtique -ŏna.
Sa première attestation écrite remonte au XIe siècle, sous la forme de Gruona.
L'ancien nom allemand de la commune est Grün.

## Histoire
Au Xe siècle, Grône appartient à la seigneurie de Granges. Celle-ci sera plus tard vendue à la bourgeoisie de Sion et transformée en châtellenie, avant d'être supprimée en 1798.
Entre 1245 et 1250, Pierre III de la Tour, fait ériger le château de Morestel. Au XIXe siècle est construite la scierie hydraulique de Loye, suivie des moulins à farine hydrauliques d'Itravers et du Vallon de Réchy.
Devenue commune, Grône rachète en 1802 les fiefs de la bourgeoisie de Sion, marquant ainsi le début de son développement. 
En 1865, à Itravers sur la commune de Grône est tué le dernier ours valaisan.
Durant les deux guerres mondiales, Grône a contribué à l'exploitation de mines de charbon anthracite. Dès 1920, la mine de Grône est en effet l'une des plus grandes productrices de charbon du Valais. Employant alors 80 ouvriers, la mine de charbon de Grône ferme subitement le 11 novembre 1957, sans préavis.
Un projet de fusion avec Chalais, Chippis et Sierre a été annoncé en 2018. La commune s'est retirée du projet en 2021. Le président Antoine Fournier justifie alors ce retrait par la crainte de perdre la proximité entre la population et l'administration communale et par le fait que Grône se serait retrouvé en périphérie de la nouvelle commune.

## Population et société

### Gentilé et surnoms
Les habitants de la commune se nomment les Grônards.
Ils sont surnommés les Crepegnons, soit ceux qui se tiennent accroupis en patois valaisan, et les Mammouths.
La premier surnom viendrait du fait qu'une grande partie des habitants étaient originaires du val d'Hérens, qui comptait une large population d'origine sarrasine : le surnom évoquerait leur habitude de s'asseoir à la mode orientale ; le second surnom aurait été hérité par les habitants de la commune parce qu'on les voyait porter une grosse luge sur le dos pour se rendre dans le localités de Loye et d'Itravers.

### Démographie

#### Évolution de la population
Grône compte 2 545 habitants au 31 décembre 2022 pour une densité de population de 120 hab/km2. Sur la période 2010-2019, sa population a augmenté de 10,9 % (canton : 10,5 % ; Suisse : 9,4 %).  

#### Pyramide des âges
En 2020, le taux de personnes de moins de 30 ans s'élève à 32,7 %, au-dessus de la valeur cantonale (31,7 %). Le taux de personnes de plus de 60 ans est quant à lui de 26 %, alors qu'il est de 26,6 % au niveau cantonal.
La même année, la commune compte 1 213 hommes pour 1 272 femmes, soit un taux de 48,8 % d'hommes, inférieur à celui du canton (49,6 %).
| Hommes | Classe d’âge | Femmes |
| ------ | ------------ | ------ |
| 0,7    | 90 ans ou +  | 1,6    |
| 7,0    | 75 à 89 ans  | 8,0    |
| 17,1   | 60 à 74 ans  | 17,5   |
| 22,3   | 45 à 59 ans  | 22,6   |
| 19,5   | 30 à 44 ans  | 18,6   |
| 17,5   | 15 à 29 ans  | 16,5   |
| 16,0   | - de 14 ans  | 15,3   |

| Hommes | Classe d’âge | Femmes |
| ------ | ------------ | ------ |
| 0,5    | 90 ans ou +  | 1,2    |
| 7,5    | 75 à 89 ans  | 9,4    |
| 16,8   | 60 à 74 ans  | 17,7   |
| 22,2   | 45 à 59 ans  | 21,7   |
| 20,3   | 30 à 44 ans  | 19,4   |
| 17,7   | 15 à 29 ans  | 16,6   |
| 14,9   | - de 14 ans  | 14,1   |

### Éducation
La commune possède un Cycle d'orientation qui accueille également les élèves des communes de Chippis et Chalais. Les élèves de la région de Granges et de Lens (Flanthey) y sont également accueillis pour cette période du degré secondaire I.

### Manifestations culturelles
Inaugurée en 2016, la salle polyvalente Recto Verso offre chaque saison une dizaine de spectacles humoristiques et artistiques.
Chaque premier dimanche de juin, le parcours de la SlowUp Valais traverse le village de Grône.

## Héraldique
| Blason | Blasonnement : « D'azur au bouquetin saillant d'argent soutenu d'un mont à trois coupeaux de sinople. » |

### Fonds d'archives
- Fonds : Grône, Commune (1311-1967) [22,65 mètres].  Cote : CH AEV, AC Grône. Sion : Archives de l'État du Valais (présentation en ligne).